# Cocoa Beach
Cocoa Beach es una ciudad ubicada en el condado de Brevard en el estado estadounidense de Florida. En el Censo de 2010 tenía una población de 11231 habitantes y una densidad poblacional de 286,45 personas por km². La ciudad está también muy ligada al surf. Kelly Slater, once veces campeón del mundo de surf, nació en Cocoa Beach. Además, la tienda surfera Ron Jon Surf Shop recibe dos millones de visitas anuales.

## Geografía
Cocoa Beach se encuentra ubicada en las coordenadas 28°20′28″N 80°37′43″O / 28.34111, -80.62861. Según la Oficina del Censo de los Estados Unidos, Cocoa Beach tiene una superficie total de 39.21 km², de la cual 12.06 km² corresponden a tierra firme y (69.24%) 27.15 km² es agua.

## Demografía
Según el censo de 2010, había 11231 personas residiendo en Cocoa Beach. La densidad de población era de 286,45 hab./km². De los 11231 habitantes, Cocoa Beach estaba compuesto por el 95.64% blancos, el 0.77% eran afroamericanos, el 0.36% eran amerindios, el 1.54% eran asiáticos, el 0.02% eran isleños del Pacífico, el 0.52% eran de otras razas y el 1.17% pertenecían a dos o más razas. Del total de la población el 3.15% eran hispanos o latinos de cualquier raza.